# Cahuachi
Cahuachi, al Perú, era un centre cerimonial de la cultura Nazca que va viure la seva època d'esplendor entre l'any 1 i el 500 dC, i estava situat a la vall del riu Nazca, a 28 km de la ciutat del mateix nom, prop de les línies de Nazca. El seu nom significa lloc on viuen els vidents.
L'arqueòleg italià Giuseppe Orefici ha estat excavant el jaciment des de 1982. Degut al clima sec les troballes són abundants i inclouen fins i tot material efímer, com roba. El 1998 es va descobrir un dipòsit de roba, amb 200 peces de roba estampada. Això és una cosa poc habitual en la cultura Nazca, que en general usava teixits d'un únic color i posteriorment brodats. L'arqueòloga estatunidenca Helaine Silverman estudià la cultura Nazca a Cahuachi i publicà un estudi el 1993.

## La ciutat
Els seus habitants permanents era pocs i vivien de l'agricultura, però era un centre de pelegrinatge la població creixia en les dates d'esdeveniments cerimonials importants, esdeveniments que van implicar probablement les Línies de Nazca i la duna gegant.
També tenia una necròpolis anomenada Chauchilla, una altra causa de viatges diaris. Aquesta teoria del pelegrinatge està recolzada tant per proves arqueològiques de l'escassetat de població a Cahuachi com per les figures de Nazca, que mostren criatures com una orca, granota, gos, etc que no existien a la regió Nazca, encara que això també pot explicar-se pel comerç o per expedicions d'un altre tipus.
La ciutat va ser fundada abans del naixement de la Cultura Nazca, durant el segle IV aC, i va entrar en decadència pels voltants del 300 dC, després de la invasió dels Huari.

## Troballes
Les seves construccions eren de tova, de forma cònica, i es repartien per una superfície de 24 km², una de les zones urbanes més grans del món andí i la més important de la Cultura Nazca. Les restes apunten que els sostres, portes i finestres eren sostinguts amb fusta de guarango i el sostre era fet amb canyes entrecreuades lligades amb cordes de pèl de llama i cotó.
Fins ara s'han descobert 34 construccions dins la muralla, entre les quals destaquen:
- Gran piràmide, que té 100 metres de costat i 28 d'alçada, i de la qual s'han descobert set nivells esgraonats. Era el centre cerimonial del culte.
- Temple esgraonat, del qual s'ha descobert un mur amb inscripcions i frisos de 5 metres d'alt i 25 de llarg.
- Monticles: 40 monticles amb construccions de tova.

A la necròpolis s'han investigat diverses tombes trobades amb el seu parament intacte. Tot el material arqueològic procedent d'aquest jaciment es troba exhibit al Museu Arqueològic Antonini de Nazca.